# مصرف البصرة الدولي للاستثمار
مصرف البصرة الدولي للاستثمار مصرف عراقي خاص يقع في بغداد. للمصرف 12 فرع بواقع 5 فروع في بغداد، 4 فروع في البصرة، فرعين اثنين في النجف وفرع واحد في المنطقة الحرة في دمشق.